# Phare d'Au Sable

Le phare d'Au Sable (en anglais : Au Sable Light), est un phare du lac Supérieur situé dans le Pictured Rocks National Lakeshore à l'ouest de Grand Marais dans le Comté d'Alger, Michigan. Jusqu'en 1910, cette aide à la navigation s'appelait «Big Sable Light» (à ne pas confondre avec le phare de Big Sable Point près de Ludington, sur le lac Michigan ou le phare de Little Sable Point au sud de Pentwater, Michigan ).
Ce phare est inscrit au Registre national des lieux historiques depuis le 23 mai 1978 sous le n° 78000374 et le Michigan State Historic Preservation Office depuis le 21 septembre 1976.

## Historique
La station d'Au Sable a été construite en 1874 à Au Sable Point, un danger bien connu sur la «côte de naufrage» du lac Supérieur. L'Au Sable Point Reef est une crête peu profonde de grès qui, à certains endroits, n'est qu'à 1,8 m (6 pieds) sous la surface et s'étend sur près de 1,6 km dans le lac Supérieur. Le récif de la pointe Au Sable était l'un des plus grands dangers auxquels étaient confrontés les navires côtiers le long de la rive sud du lac Supérieur pendant les premiers jours de navigation, alors que garder la terre en vue était la principale méthode de navigation. Le récif d'Au Sable Point était connu comme un «piège à navire» qui a naufragé de nombreux navires, y compris le navire à passagers PS Lady Elgin (en) qui y a échoué en 1859.
Le littoral de cette région est considéré comme l'un des plus beaux d'Amérique du Nord, mais "dans les années 1800, il était considéré comme l'un des plus meurtriers en raison de caractéristiques imprévisibles sous la surface et de violentes tempêtes et de brouillards aveuglants au-dessus". Des brouillards épais ont résulté du mélange d'air glacial du lac et de chaleur des dunes de sable. "Dès 1622, les explorateurs français ont qualifié la région de "la plus dangereuse en cas de tempête ".
De plus, l'emplacement a été choisi pour éliminer une «tache sombre» dans le tronçon de 80 milles (130 km) entre le phare de Granite Island et le phare de Whitefish Point.
La tour du phare et les quartiers des gardiens attenants ont été conçus par le colonel Orlando Metcalfe Poe qui a conçu huit "phares de style Poe" et a supervisé la construction de plusieurs. Le phare été équipé, à l'origine, d'une lentille de Fresnel du troisième ordre, qui est maintenant exposée au phare après avoir été confié au Musée Maritime du Grand Marais. Le phare a été automatisé en 1958 et est actuellement équipé d'une lumière solaire de 12 pouces (300 mm).
Un hangar à bateaux en bois a été ajouté en 1875. Le bâtiment des signaux de brume a été ajouté en 1897. Les quartiers des gardiens ont été convertis en duplex en 1909. Il y a aussi une deuxième maison des gardiens en brique (1909), un hangar de stockage de kérosène (1895), deux dépendances en briques (1874/1909), un hangar à bois  et un hangar à bateaux (1875), une citerne, et un garage à ossature bois pour deux véhicules (1954). La plupart de ces bâtiments existent encore sauf le bâtiment de signal de brouillard.
La maison du gardien a été rénovée. Un centre d'accueil est à l'étage inférieur et un appartement pour les gardiens bénévoles à l'étage supérieur. La tour du phare est ouverte au public en été. Le complexe est entretenu par le National Park Service, et l'éclairage automatisé continue d'être exploité par la Garde côtière américaine . L'objectif déclaré du National Park Service est de continuer à maintenir le complexe du phare à son aspect de 1909–1010, au cours de sa première année d'exploitation en tant que station de gardien de phare pour deux personnes.

## Description
Le phare  est une tour cylindrique en brique  de 26 m de haut, avec une  galerie et une lanterne, attachée à une maison de gardien en brique de deux étages. La tour est blanche et la lanterne est noire.
Il émet, à une hauteur focale de 33 m, une éclat blanc de 0.6 seconde par période de 6 secondes. Sa portée est de 11 milles nautiques (environ 20 km).

## Caractéristiques dufeu maritime
Fréquence : 6 secondes (W)
- Lumière : 0.6 seconde
- Obscurité : 5.4 secondes

Identifiant : ARLHS : USA-022 ; USCG :  7-14565 .

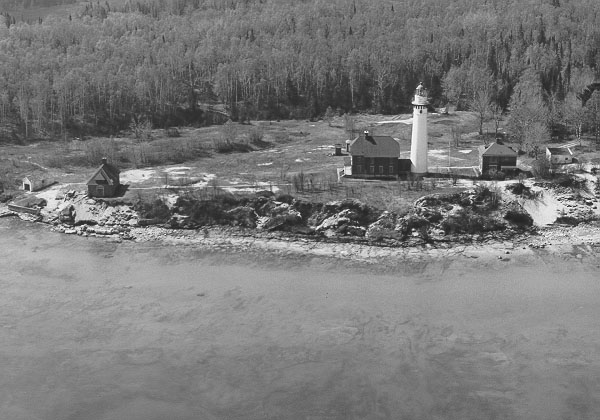
Le phare (photo USCG)
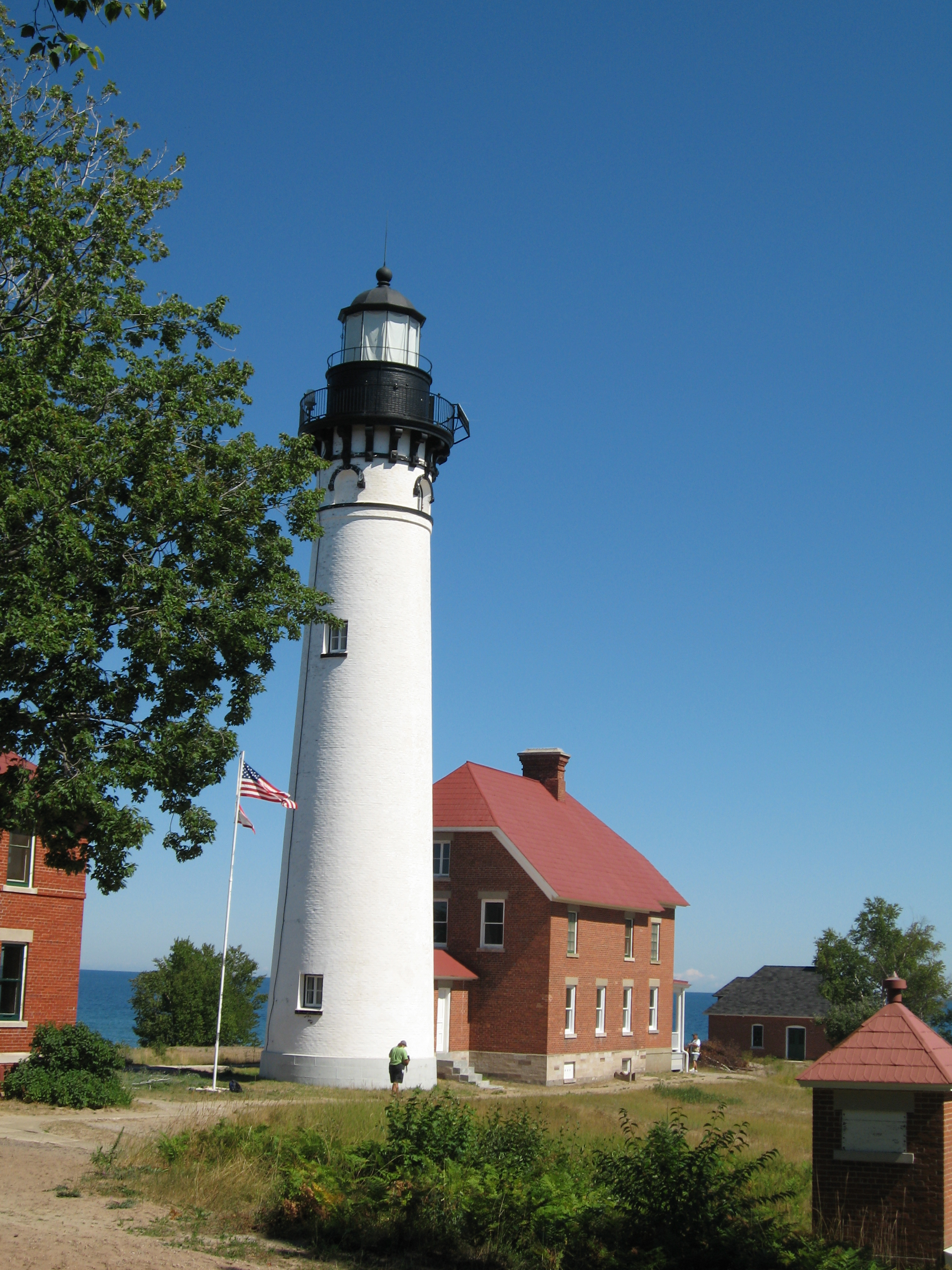
Le phare

### Lien connexe
- Liste des phares au Michigan